# 母里友信
母里 友信（もり とものぶ）は、安土桃山時代から江戸時代初期にかけての武将。黒田氏の家臣。通称は太兵衛（たへえ）、多兵衛（たひょうえ）。幼名は万助。但馬守を称す。
槍術に優れた剛力の勇将として知られ、栗山利安と共に黒田軍の先手両翼の大将を務めた。黒田二十四騎の中でも特に重用された黒田八虎の一人である。また、「黒田節」に謡われる名槍「日本号」を福島正則から呑み獲った逸話でも知られる。
「もり」という読みから江戸幕府の文書などに「毛利」と誤記され、実際に一時期「毛利」と改姓したため毛利但馬、毛利太兵衛と表記されることも多い。なお、黒田家中での正式な読みは「ぼり」であり、福岡県内（福岡市博物館など）では現在でもこう読まれることもある。

## 生涯
母里氏は、出雲国の尼子氏に繋がる。播磨国の国人であり、現在の兵庫県加古郡稲美町母里が本貫とされる。同地には宗佐城があったが、友信が生まれた頃には別所安治の娘婿・上原丹後守祐光の領地になっている。
播磨国飾磨郡妻鹿の国人・曽我一信（そが かずのぶ）の子として誕生。弟に野村祐勝がいる。妻は大友宗麟の娘。父・一信は播磨国で勢力を持っていた小寺氏に仕え、黒田職隆の与力的な立場にあったと伝えられる。そのため友信も永禄12年（1569年）、職隆の子・黒田孝高（如水）に出仕した。青山・土器山の戦いにて、奮戦の末一族24人（母里小兵衛・武兵衛ら）が戦死した母里家が絶えるのを惜しんだ孝高により、曽我一信と母里氏の女との間の子であったことから母里姓を与えられ、母里太兵衛となった。
天正元年（1573年）の印南野合戦に初陣して以来、常に先鋒を務めて活躍した。天正6年（1578年）に織田信長に叛旗を翻した荒木村重によって主君・孝高が捕らえられた際に忠誠を誓った留守中連著起請文にも名を連ねた。また、この際に栗山利安・井上之房と共に有岡城に潜入し、孝高の安否を確かめた。その後も孝高に従って中国・四国を転戦し、天正15年（1587年）正月より開始された九州征伐では、豊前宇留津城攻めで一番乗りの戦功を挙げ、孝高の豊前入国後は5,000石（後に6,000石）を与えられた。
文禄・慶長の役にも孝高の子・黒田長政に従って従軍。帰国後の慶長3年（1598年）には栗山利安・井上之房と共に宇佐神宮の造営に当たった。慶長5年（1600年）の関ヶ原の戦いでは九州切り取りに動いた如水に従い豊後国で蜂起した義兄・大友義統を降伏させるなど、随所で類稀なる働きを見せ、後に長政が豊前中津18万石から筑前名島52万石に加増移封となった際には筑前鷹取城1万8,000石を拝領した（うち2,000石は息子・友生の拝領）。生涯に挙げた首級は実に76と家中で一番であった。
慶長11年（1606年）、後藤基次が出奔した後、その領地に移されて益富城主となる。この頃に長政から「但馬守」の称号を与えられる。また、江戸城の普請に際して天守台石垣を担当し、それが完成した後に徳川家康からそのねぎらいとして刀を与えられたが、その書状の宛名が「毛利」と誤って記されていたため、長政の命により以後「毛利但馬守友信」を名乗ることとなる。
慶長13年（1608年）より、桐山信行と共に長崎街道の冷水峠の整備を行う。
慶長20年（1615年）6月6日死去。享年60。法名は麟翁紹仁、墓所は福岡県嘉麻市大隈の麟翁寺。なお、福岡城二の丸そばに、以前は天神付近にあった友信の屋敷長屋門が移築され、福岡県文化財に指定されている。

## 逸話

### 黒田節の逸話

母里友信像（福岡市西公園光雲神社）

民謡の黒田節の大体の内容は以下のようなものである。
酒は呑め呑め　呑むならば　日本一（ひのもといち）のこの槍を　呑み取るほどに呑むならば　これぞ真の黒田武士
これは文禄・慶長の役休戦中の際の出来事に由来するとされる。
京都伏見城に滞留中の福島正則の元へ、黒田長政の使者として使わされた友信は、正則の屋敷で酒を勧められる。友信は家中でも「フカ」と言われるほどの酒豪の者であったが、使者である手前それを固辞した。しかし本人も酒豪である正則はこれに「飲み干せたならば好きな褒美をとらす」としつこく勧め、更には黒田武士は酒に弱い、酔えば何の役にも立たないからだ、などと家名を貶める発言をした。
そこで友信はこれを敢えて受けて大盃になみなみと注がれた数杯の酒を一気に呑み干すと、褒美として、正則が豊臣秀吉から拝領した名槍「日本号」を所望した。正則は不覚を取ることとなったが「武士に二言は無い」という言葉を受けて褒美に差し出した。これによって「呑取り日本号」という異名と、越天楽（筑前今様）の節回しと供に「黒田節」として、黒田武士の男意気を示す逸話として広く知られるようになった。
この逸話が広く知られたことによって、友信は博多人形の題材として多く取り上げられ、槍と盃を手にした姿で造型される。また博多駅前や西公園内光雲神社などにはこの逸話を元にした銅像がある。光雲神社にある銅像は、博多人形師・中ノ子富貴子の作だが、中ノ子家は博多人形本家であると同時に、中ノ子富貴子の母方が母里家の血を引いている。一方、博多駅前の銅像は彫刻家・米治一作によるもので、昭和45年（1970年）に設置された。博多の玄関口である博多駅のシンボルであると同時に、格好の待ち合わせポイントであったが、銅像自体の老朽化が進行し、博多駅の建替え工事で一時撤去された。その後、JR九州に保管されていたが、博多駅博多口駅前に設置されていた博多節舞姿銅像とともに再び博多駅前に設置された。ただし、自慢の槍の穂先が、通行人と接触する恐れからか、緩衝材にて包まれた状態になっている。
なお、この日本号は後の慶長の役で窮地に陥った友信を救った後藤基次の手に渡り、基次が出奔する際に母里家に返されたとされるが、それは講談の内容でありフィクションである。母里家では長らく大正時代まで家宝となっていた。その後黒田家に献上される等所有者が転々とした後、現在は福岡市に寄贈され福岡市博物館に現物が、広島城にレプリカが展示されている。

### その他の逸話
- 鷹取城の城主となる時に主君の黒田長政に城の石垣の補強を願いでた際、長政は「長く持ちこたえる城でないから、人力をついやすのは無用だ」と答えた。すると、友信は「そんな一時的な城の城主となるのはまっぴら」と席をはずしてしまった。長政は腹を立てながらも「敵は細川忠興であり小倉城より来るであろう。この支城は福岡城から援軍が来るまでの籠城用であり、しかも友信ほどの者であれば堅固に城を守るので、過剰な人力をついやすのは不要だ」と栗山利安に説明。それを利安より聞いた友信は「遠まわしに言うほうが悪い。最初からそう言えばいいではないか。」となお怒るも、利安の叱責もありやっと鷹取城の城主となった。
- 参勤交代で江戸に向かう途中に富士山を眺められる場所で、ある者が富士山を「高く、美しく日本一の山だ」と言った。それを聞いた友信は「そんなことはない。わが国の福智山は富士山よりも高くて美しい。日本一の名山だ。」と自慢し、友信が一度言い張ったら引かないことを知っていた周りの者たちがそれを認めたため、以後死ぬまで友信は福智山が日本一だと言い張った。

## その他
- 嫡男の母里吉太夫（きちだゆう）は、慶長2年（1597年）、朝鮮出兵に参加していた父・孝高や兄・長政を見舞うため朝鮮半島に渡ろうとした黒田熊之助に同行したが、その途中で暴風に遭って船が沈没し、熊之助、加藤吉松（黒田一成の弟）・木山紹宅とともに亡くなっている（享年16）。
- 平成26年（2014年）には福岡城築城400年を記念し、友信の子孫の母里忠一が麟翁寺において柳生新影流兵法を奉納した[5][6]。忠一はかつて居酒屋を営んでいたが、現在は新影流の文化啓蒙活動に注力している[7]。
- 実弟の野村祐勝も友信と同じく黒田二十四騎の一人であり、子孫は福岡藩士として続いた。
- 筆頭家老・栗山利安と如水の命により若い頃に義兄弟の誓紙を交わした。如水が死ぬ間際、二人を呼び「これはあの時の誓紙。本来なら今はもう返すべきであろうが、最後まで約束を守ってくれた頼もしい誓紙であるから冥土まで持って行こうと思っておる。自分が死んだら、お守りとして棺の中に入れておいてくれ。」と笑いながらそれを大切そうに懐に中に入れたという（古郷物語）。
- 兵庫県の酒業組合で作る、はりま酒文化ツーリズムでは、母里友信にちなんで「もりりぃ」というキャラクターが創られた[8]。
- 福岡市中央区に鎮座する光雲神社境内には母里太兵衛の銅像が設置されている。像は黒田官兵衛と長政親子を今でも見守る形として本殿に向かって建立された。[3]

## 関連作品
- 国盗り物語　- 1973年NHK大河ドラマ、演：高津住男
- 軍師官兵衛 - 2014年NHK大河ドラマ、演：速水もこみち